# 5381 سخمت
5381 سخمت هو كويكب من مجموعة آتون، ومداره في بعض الأحيان أقرب إلى الشمس من مدار الأرض . اكتشفته كارولين شوماكر في مرصد بالومار في 14 مايو 1991. تم تسميته على اسم سخمت ، إلهة الحرب المصرية .
يُعتقد أن سخمت هو كويكب من النوع S ، ويعتقد البعض أن قطره يبلغ حوالي 1.4 كم.
في ديسمبر 2003 أعلن فريق من علماء الفلك في مرصد أريسيبو أن الكويكب قد يكون له قمر يبلغ قطره 300 متر ويدور حول سخمت على مسافة تقارب 1.5 مليون كيلومتر.  لم يتم تأكيد هذا القمر حتى الآن (بواقع 2025).

## اقرأ أيضا
- 3554 أمون كويكب
- 4341 بوسيدون كويكب
- 5143 هرقل كويكب
- 3362 خوفو كويكب
- 5011 بتاح كويكب
- نيسوس 7066 كويكب
- 54598 بينور كويكب

## روابط خارجية
- (5381) سخمت ، ورقة بيانات، johnstonsarchive.net
- الكويكبات مع الأقمار الصناعية ، روبرت جونستون، johnstonsarchive.net
- قالب:NeoDys
- قالب:ESA-SSA
- 5381 سخمت في قاعدة بيانات مختبر الدفع النفاث لأجرام النظام الشمسي الصغيرة

- الاكتشاف · مخطط المدار ·  العناصر المدارية · المعلمات المادية